# Primula vulgaris
Espèce
Classification phylogénétique
La Primevère commune, Primevère acaule ou Primevère sans tige (Primula vulgaris) est une espèce de plantes à fleurs de la famille des Primulacées.
Elle est une plante herbacée pérenne des régions tempérées de l'hémisphère Nord qui fleurit au début du printemps (février-avril) sur les talus et dans les prés. Si elle est inscrite sur la  liste des espèces végétales protégées en Lorraine, on la rencontre abondamment dans l'Ouest de la France, où elle supplante localement les Primevères officinales. Elle se distingue de cette espèce par des fleurs jaune pâle, à pétales étalés et dont les pédoncules partent tous directement de la base de la plante. Dans les zones où ces deux espèces cohabitent, on peut en rencontrer des hybrides.
C'est d'ailleurs une des parentes de la Primevère cultivée avec la Primevère élevée (Primula elatior), la Primevère officinale (Primula veris) et Primula juliae.

## Étymologie
Le nom scientifique primula est un diminutif du latin primus, « premier », allusion au fait que cette fleur est parmi les toutes premières à apparaître au printemps. Le nom vernaculaire a le même sens : primevère dérive d'une forme latine tardive prima vera, formée de prima, « première », et de vera, « printemps » (en latin classique, ver, veris).

## Description

### Appareil végétatif
Le Primevère acaule est une plante herbacée vivace à rhizome court, vertical (ou subvertical) d'où partent de nombreuses racines adventives réunies en touffe dense, à odeur d'anis.
De 15 à 20 cm de hauteur, elle est caractérisée par une rosette de feuilles basales, spatulées, un peu gaufrées, à nervation réticulée, grisâtres au revers, munies d'un court pétiole. Le limbe foliaire est progressivement atténué vers la base et inégalement denté. La tige unique, extrêmement courte, est cachée au centre de la rosette de feuilles.

### Appareil reproducteur
Les fleurs qui semblent partir toutes de la rosette, munie de bractées, sont de couleur jaune pâle (parfois blanches, lilas, pourpres ou d'un brun violacé dans les variétés cultivées), à couronne orange clair au sommet du tube. À l'extrémité des pétales, on peut observer des points de direction rose qui renseignent les pollinisateurs. Solitaires sur une hampe florale velue longue de 10-15 cm, elles sont dotées de cinq sépales réunis en un calice vert couvert de poils laineux sur les angles, et cinq pétales en corolle plate, à gorge plissée. Le fruit est une capsule ovale sortant légèrement du tube. La dispersion des graines par myrmécochorie est rendue possible par la présence sur celles-ci d'un élaïosome recherché par les fourmis.

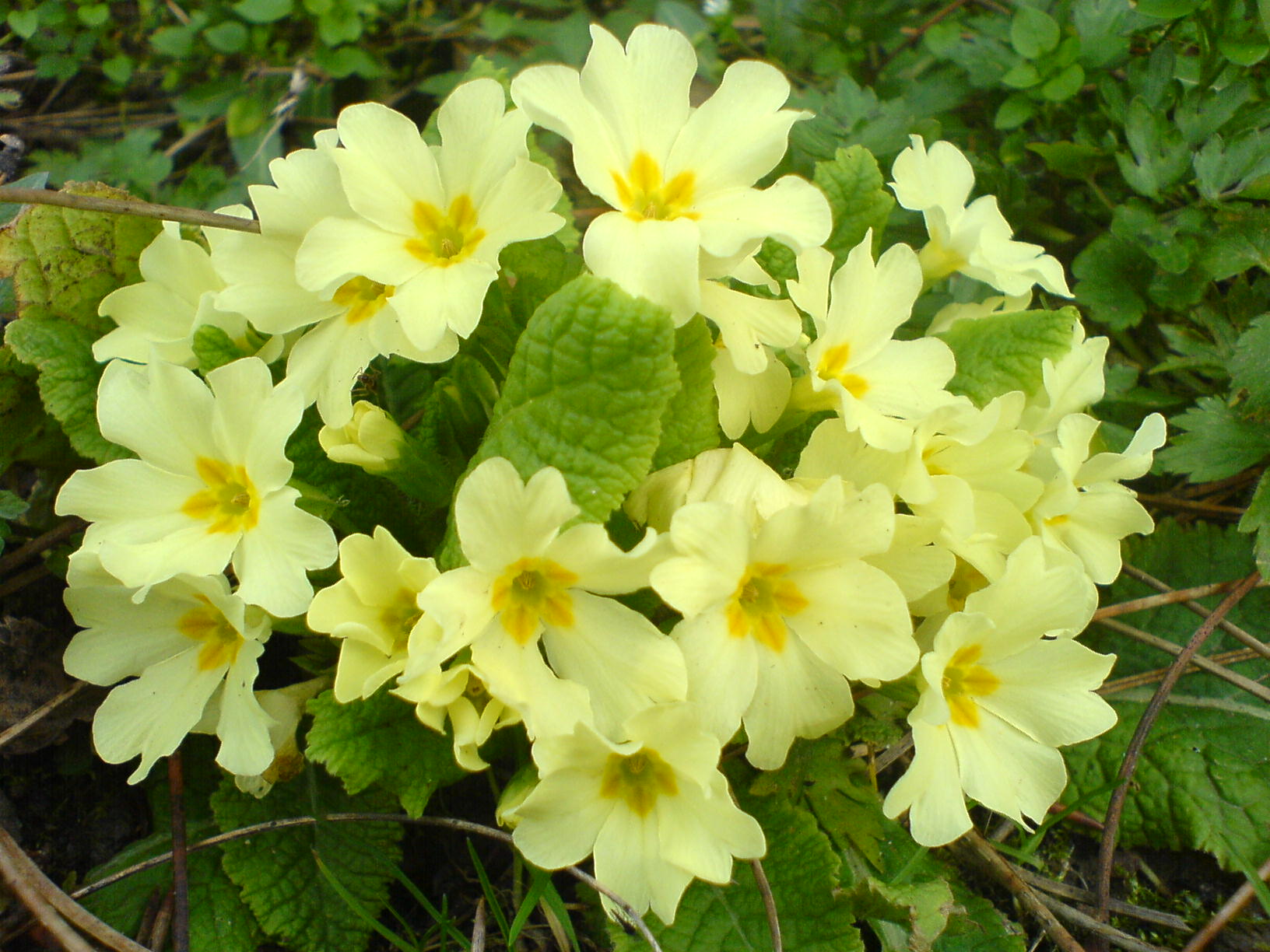
Habitus.
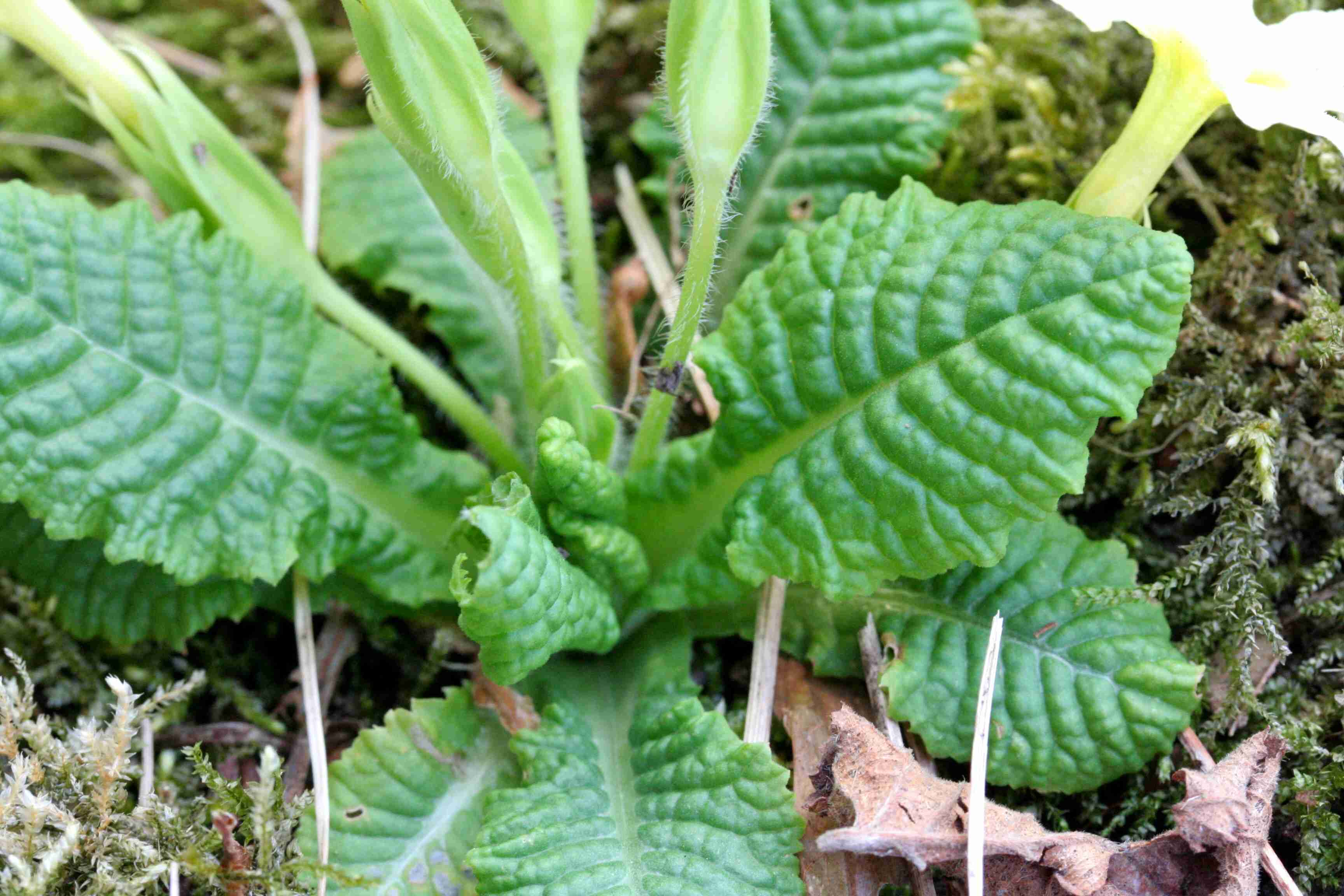
Rosette de feuilles basales.
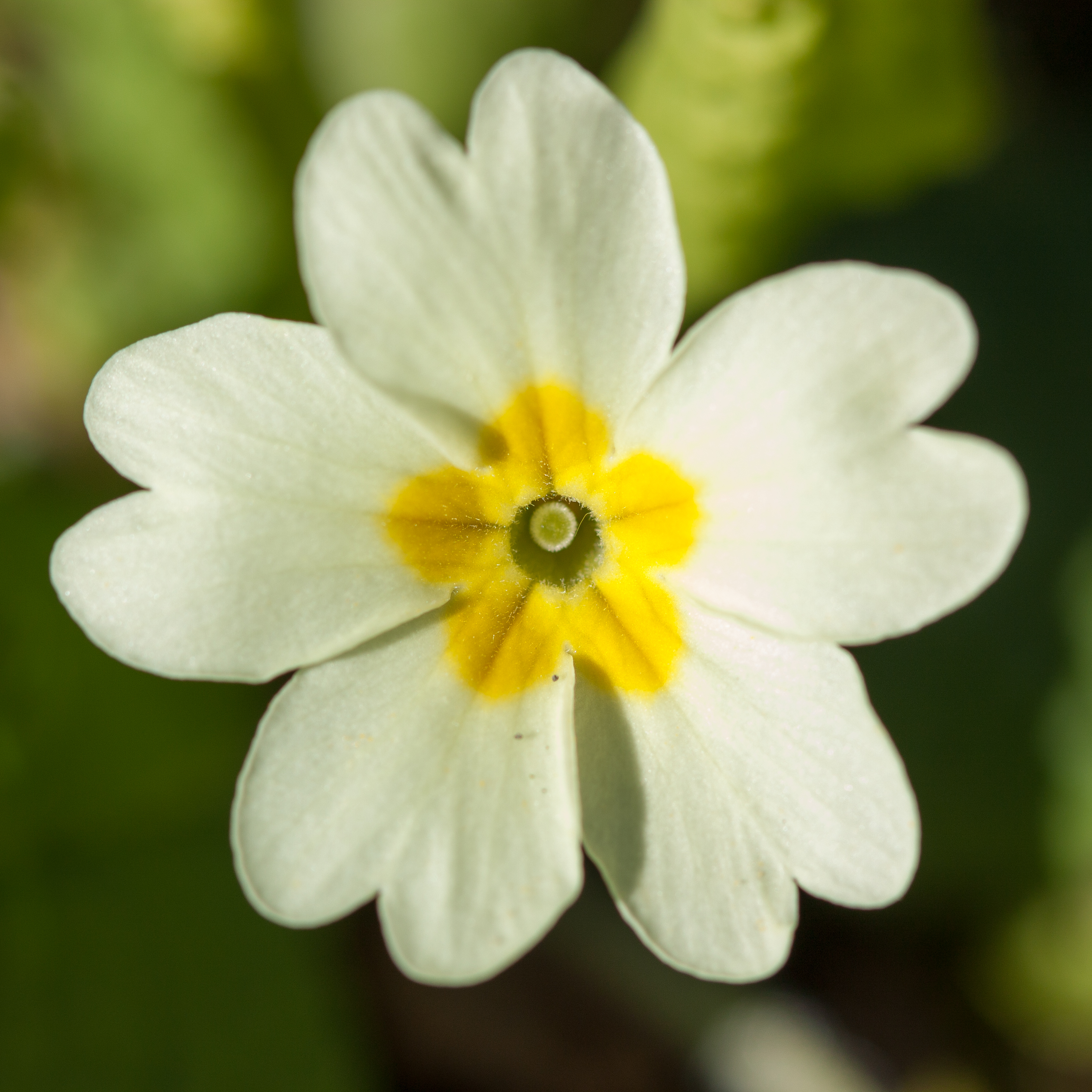
Fleur de Primevère commune.
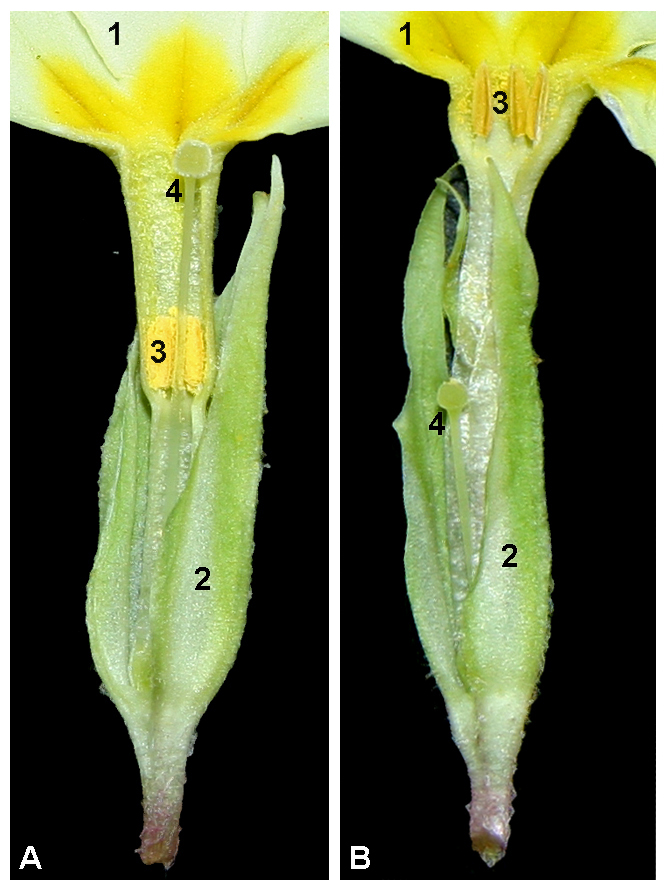
Hétérostylie : 1 : corolle, 2 : calice, 3 : étamines, 4 : pistil.
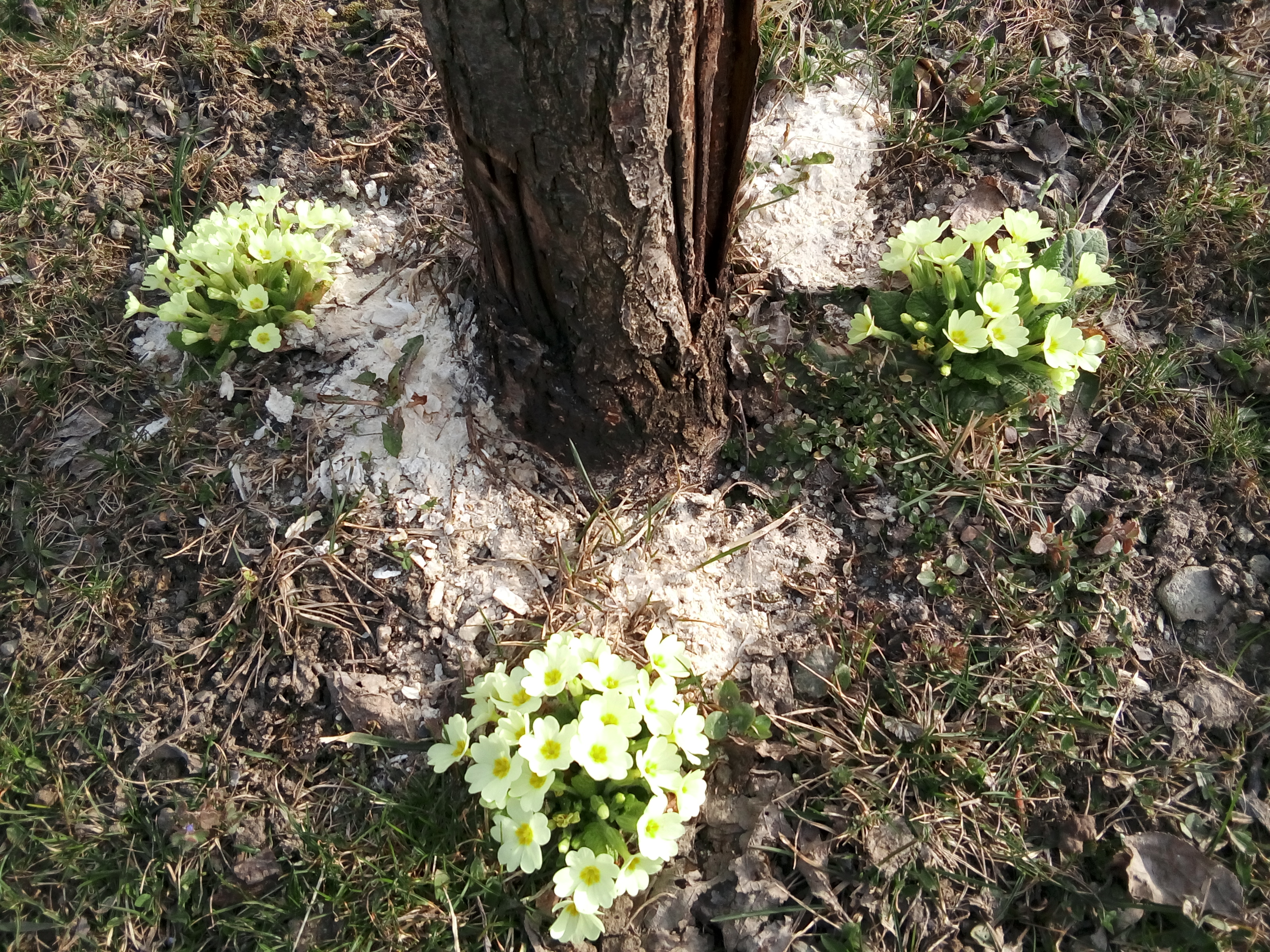
Primevères acaules au pied d'un abricotier.

## Utilisations

### Alimentaire
Les feuilles et fleurs peuvent être consommées crues ou cuites comme pour la Primevère élevée (Primula eliator), la Primevère officinale (Primula veris) et Primula juliae, mais contrairement à ce que laisse penser son épithète (vulgaris), elle est plus rare que ses consœurs, aussi est-il préférable de ne pas les cueillir. Les feuilles sont meilleures lorsqu'elles sont jeunes et apportent une note légèrement anisée un peu piquante (que l'on retrouve en plus fort dans les racines) dans une salade composée. Après le printemps, il vaut mieux les cuire en soupe ou en légume mais de préférence avec d'autres plantes car elles sont parfois un peu fortes. La friture les rend croustillantes à souhait. Elles flétrissent lorsque la plante a formé ses graines. Les fleurs sont consommées en salade mêlées à d'autres fleurs et interviennent dans différents breuvages (thés, tisanes, infusions, sirops ; aromatisation du vin et des vinaigres). Elles décorent les plats chauds ou froids et sont également utilisées confites au sucre en pâtisserie.

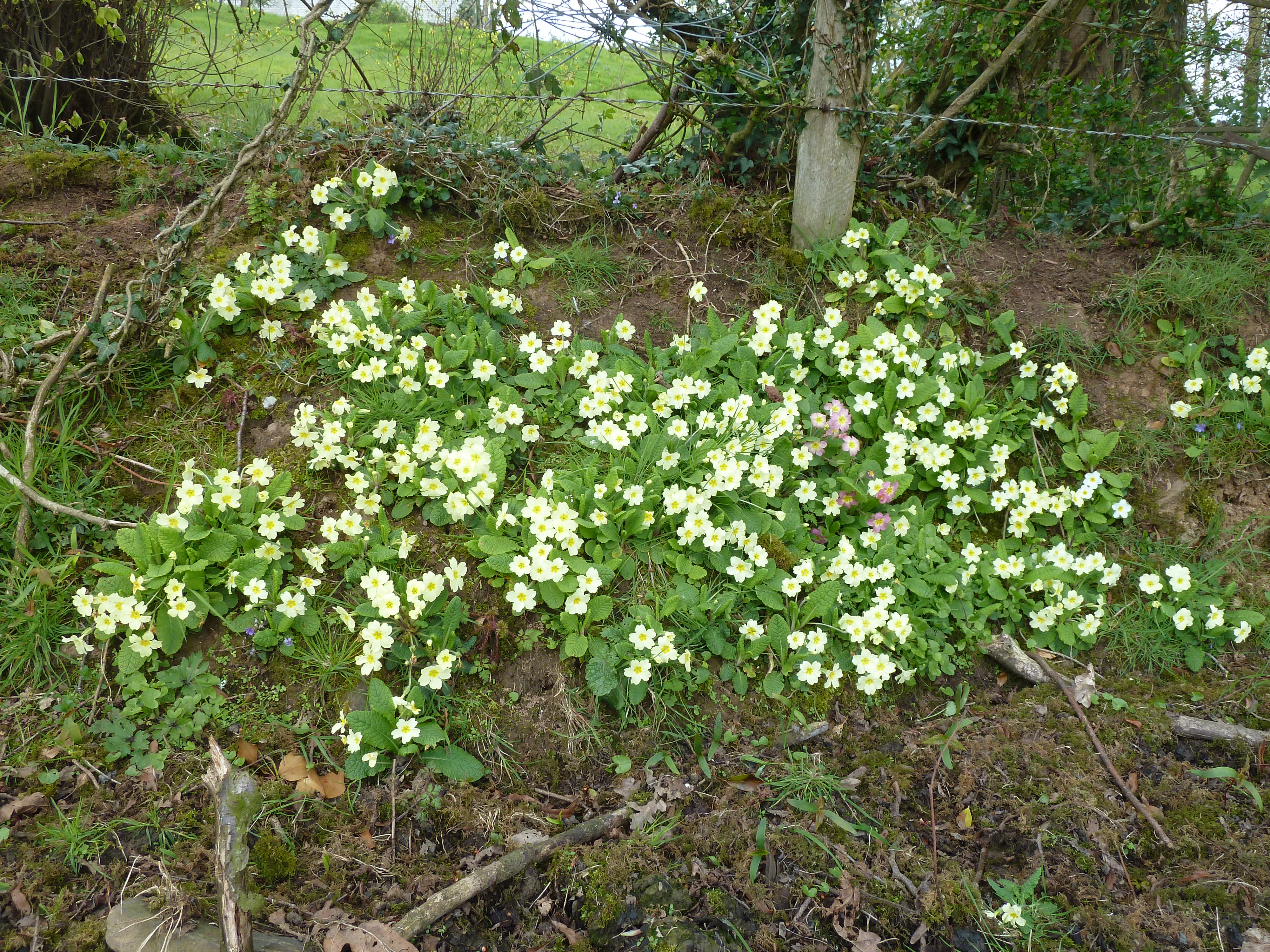
Primula vulgaris en Irlande.

## Statut de protection
En France, l'espèce est protégée en Lorraine  et dans le Nord-Pas-de-Calais.
En Belgique, elle figure sur la liste des espèces végétales légalement protégées.